# Джослин, Эллиот Проктор
Эллиот Проктор Джослин (англ. Elliott Proctor Joslin, 1869—1962) — американский врач-эндокринолог, пионер исследований и лечения диабета, основатель Диабетического центра Джослина.

## Биография
Эллиот Джослин родился в 1869 году в Оксфорде, штат Массачусетс, и получил образование в Академии Лейстер, Йельском университете и Гарвардской медицинской школе.
Впервые заинтересовался диабетом во время учёбы в Йельском университете, когда это заболевание было диагностировано у его тётки. В то время диабет был плохо изученным заболеванием, не было методик его лечения и заболевание, как правило, не оставляло больным надежды на излечение. Во время обучения в Гарвардской медицинской школе Джослин продолжил изучение диабета и впоследствии получил приз общества Бойлстона за свою работу The Pathology of Diabetes Mellitus.
Практику перед защитой диссертации Джослин проходил в госпитале в Массачусетсе, где общался с коллегами — специалистами по обмену веществ из Германии и Австрии, а в 1898 году начал частную медицинскую практику в пригороде Бостона городке Бэк Бэй и основал там клинику, впоследствии ставшую Диабетическим центром Джослина.
В 1908 году, совместно с физиологом Ф. Бенедиктом, Джослин провёл обширное исследование обмена веществ у больных сахарным диабетом различной степени тяжести. Его выводы подтвердили наблюдения М. Аллена о пользе углеводов и диет с ограниченной калорийностью.
Данные более чем о тысяче случаев диабета Джослин рассматривает в своей монографии 1916 года The Treatment of Diabetes Mellitus. В этом исследовании он отмечает 20-процентное снижение смертности пациентов после лечебной диеты и физических упражнений. Эта книга выдержала 10 изданий при жизни Джослина и создала ему авторитет мирового лидера в области исследования диабета.
Два года спустя Джослин выпустил «Руководство по лечению диабета для врача и пациента» (англ. Diabetic Manual — for the Doctor and Patient). Это был первый справочник по диабету такого рода, быстро ставший бестселлером. Он выдержал 14 изданий, и в настоящее время версию этого справочника под названием «Руководство Джослина по диабету» (англ. The Joslin Guide to Diabetes) издаёт Джослинский диабетический центр.
В 1922 году, когда стала доступна инсулинотерапия, Джослин первым в медицинской практике поставил вопрос о необходимости обучения больных сахарным диабетом самоконтролю в домашних условиях, указав на необходимость ежедневной самооценки состояния углеводного обмена:
- «В настоящее время использовать инсулин без ежедневных анализов мочи — неблагоразумно»;
- «Нехватка обучения так же опасна, как нехватка инсулина».

В 1924 году Джослин предложил схему изменения мест введения инсулина, а также указал на отличия в кинетике его всасывания из различных участков тела. Одним из первых правил инсулинотерапии Джослин считал адаптацию дозы вводимого инсулина концентрации глюкозы в моче, определяемой несколько раз в сутки — перед каждой инъекцией пациенты определяли содержание глюкозы в моче и на основании полученных результатов рассчитывали необходимую дозу инсулина.
В обучении больных диабетом ежедневному самоконтролю обмена веществ Джослин решающую роль отводил медицинским сёстрам. По его словам, «диабет — болезнь преимущественно для сестёр».
В 1925 году Джослин организовал 4-дневные курсы обучения пациентов, на которых доводил до больных основы лечения диабета в домашних условиях — согласованный режим инсулинотерапии, питания и физической активности.
В своей деятельности Джослин использовал междисциплинарный подход, работая с медсёстрами, хирургами, ортопедами, патологоанатомами и акушерами. Под его руководством в 1940 году была разработана первая система мониторинга содержания сахара в крови перед едой — предтеча современных глюкометров.
После Второй мировой войны Джослин добился признания проблемы лечения диабета вопросом большой общественной значимости. По его инициативе правительство одобрило проведение масштабного долгосрочного исследования диабета в родном городе Джослина — Оксфорде, штат Массачусетс. Исследование было начато в 1946 году и проходило в течение 20 лет. Результаты исследования, которые были получены уже после смерти Джослина, подтвердили его опасения о том, что заболеваемость диабетом в США приближается к уровню эпидемии.
В 1952 году клиника Джослина получила официальный статус диабетического центра, а в 1956 году центр переехал в новое здание в Бостоне, где располагается до настоящего времени. Джослинский диабетический центр был первым в мире специализированным учреждением для лечения диабета и в настоящее время является крупнейшим в мире диабетологическим центром, принимающим ежегодно более 23 тысяч пациентов.
Эллиот Джослин умер 29 января 1962 года в Бруклайне, штат Массачусетс.

## Медаль Джослина
В 1948 году по инициативе Джослина была учреждена специальная медаль «Victory», которая первоначально вручалась людям, прожившим с диабетом 25 и более лет, в знак признания их достижений в борьбе с болезнью.
В связи с тем что в мире стремительно росло число людей, проживших с диабетом 25 лет и более, в 1970 году руководство Джослинского диабетического центра приняло решение прекратить выдачу этой медали, и учредить новую, которую вручать больным диабетом, прожившим с этой болезнью более 50 лет. На лицевой стороне новой версии медали изображён человек с факелом и надпись: «Triumph for Man and Medicine», на оборотной — «For 50 Courageous Years with Diabetes».
С 1970 года медалей за 50-летнюю жизнь с диабетом удостоены более 4000 человек во всем мире — уроженцы Австралии, Бразилии, Канады, Великобритании, Венгрии, Японии, Нидерландов, Пакистана, Филиппин, России, Испании, Швеции и Швейцарии.
В 1996 году Джослинский центр учредил новую номинацию — медаль за 75 лет жизни с диабетом, с 1996 года её были удостоены 65 человек, а в мае 2013 года была учреждена награда за 80 лет жизни с диабетом, присвоенная пока 1 человеку.